# Data General/One
Data General/One (データゼネラル・ワン、DG-1) はデータゼネラルが開発・販売したポータブルパーソナルコンピュータ。1984年に米国のリンカーン・センターで正式に発表された。

## 機能
4kgのバッテリで駆動する1984年モデルのData General/Oneは、MS-DOSが動作し、2台の3.5インチフロッピーディスクドライブ、79キーのフルストロークキーボード、128KBから512KBのメインメモリ、標準的な80×25字またはCGAグラフィック (640×200) を表示可能なモノクロLCD画面を搭載していた。当時のデスクトップ機に匹敵する機能を持つラップトップパソコンであった。 

## 歴史
Data General/Oneは同時期のポータブルコンピューターと比べていくつか特色を持っていた。例えば、1983年にヒットしたラジオシャック TRS-80 Model 100 は同等のサイズでIBM PC非互換機であった。これは小さなバッテリーで駆動可能なひざに乗るコンピューターであったが、32×8字（240×64ピクセル）画面、基本的な機能のみを持つROMベースのOSを搭載し、フロッピードライブは内蔵していなかった。1984年にIBMから発売されたPortable PCはデスクトップPC相当の能力を持っていたが、バッテリ駆動できず、大きくて重たく、ラップトップにはほど遠いものであった。

## 欠点
DG-1はわずかな成功を収めたのみであった。一つの問題として3.5インチフロッピードライブを採用していたことが挙げられる。当時は5.25インチフロッピーディスクが標準であったため著名なソフトウェアが利用できず、またディスクはコピープロテクトが掛けられていたため、フォーマットを変換してソフトウェアをコピーすることも困難であった。
CPUは8086のCMOS版で、IBM PCの8088と互換性はあるが若干遅く、標準クロック4.77MHzの代わりに4.0MHzで駆動していた。
Portable PCとは異なり、DG-1は一般的なXTバス拡張カードを搭載できなかった。
RS-232シリアルポートを内蔵しているが、設計時点で利用可能であったCMOS（省電力）シリアルIOチップのCMOS版Intel 8251はIBM PC標準の8250シリアルICとレジスタの互換性がなかった。その結果、PCのシリアルポート用に開発されたソフトウェアは正常に動作しなかった。
Creative ComputingはUS$2895という定価を「競争力ある価格」と表現したが、これは非常に高価なシステムであり、また依然値段が高かったRAMや外部5.25インチドライブなどの増設が必要とされた。ピエール・カルダンによって設計されたバッグを含め、製品のスタイルは当時の多くの平均的なPC購入者より上位の市場を対象にしていた。 
Data General-Oneはダム端末エミュレーターも内蔵しており、ADM-3AやデータゼネラルのDasher端末などといった端末を通して組織のデータにアクセスする、高価なミニコンピュータまたはメインフレームを抱える企業の顧客を誘い込もうとした（このような事例の中ではラップトップのコストは大したものではなかった。）
画面は他の優れた点を相殺するほど劣っていた。液晶ディスプレイはサイズが大きかったものの、コントラストが非常に低く視野角も狭かった。InfoWorld誌は「その酷い画面はディスプレイよりもいい鏡になった。」と述べ、PC Magazine誌は「「電源を入れないのかい？」「入ってるよ。」という会話はジョークではなく、オフィスであったことだ。」と報じた。

## 派生モデル
- Model 2 - 1986年5月発売。ディスプレイの視認性を改善し、モデルによりLCDとELで選択可能。また、10MBハードディスク内蔵モデルを追加[5]。
- Model 2J - 日本データゼネラルより1987年4月発売[6]。漢字ROMを内蔵して日本語処理機能を追加した。バックライト式LCDを搭載し、日本語モードは640×400ピクセル表示であった。